# ملک‌کند
ملک‌کند (به ترکی آذربایجانی: Məlikkənd) یک منطقهٔ مسکونی در جمهوری آذربایجان است که در شهرستان گوی‌چای واقع شده‌است. ملک‌کند ۱٬۰۵۵ نفر جمعیت دارد.